# Corumbá
Corumbá je grad u brazilskoj državi - Mato Grosso do Sul od 96 434 stanovnika.

## Zemljopisne karakteristike
Corumbá se nalazi u sredini Brazila, na ulazu u veliku močvaru Pantanal, nedaleko od bolivijske granice, uz desnu obalu rijeke Paragvaj. 

## Povijest
Grad je osnovan 1778. kao vojna utvrda, koja je trebala spriječiti širenje Španjolaca iz Paragvaja u Mato Grosso do Sul.

## Vanjske poveznice
- Corumbá službene stranice